# Luca Francesconi
Luca Francesconi (Milà, 1956) és un compositor, pedagog i director d'orquestra italià.
Francesconi va estudiar piano al Conservatori de Milà i va ampliar estudis de composició amb Azio Corghi, Karlheinz Stockhausen i Luciano Berio. El 2008 va ser nomenat director de l'àrea de música de la Biennal de Venècia.

## Òpera
Per encàrrec de la RAI, el 1994 va estrenar l'òpera radiofònica Ballata del rovescio del mondo, amb llibret d'Umberto Fiori (basat en la Rime of the Ancient Mariner de Coleridge). Francesconi va triar el poema de Coleridge per la modernitat que traspua, ja que reflecteix la disjuntiva entre raó i inconscient en la qual encara viu l'home contemporani. Per aquesta composició va rebre el Prix Italia.
El 2004 es va estrenar al Festival Holland d'Amsterdam una òpera comissionada per aquest festival, Gesualdo Considered as a Murderer. Francesconi va emprar un text de Vittorio Sermonti. L'oratori Atopia està concebut com un espectacle interactiu, inspirat pel quadre de Velázquez Las Meninas.
L'any 2011 es va estrenar al Teatre alla Scala de Milà l'òpera Quartett, una obra sorprenent que ha tingut èxit arreu del món: se n'han fet més de 45 representacions en tres produccions diferents i en concert. El 2017 es va estrenar al Liceu de Barcelona.

## Premis
- 1994: Prix Italia per l'òpera Ballata del rovescio del mondo.
- 1994: Förderpreis der Ernst-von-Siemens-Musikstiftung (Múnic).
- 1990: Kranichsteiner Musikpreis (Cursos d'estiu de Darmstadt).